# Памятник Бальтазару Богишичу
Памятник Бальтазару Богишичу — бронзовый памятник в городе Подгорица, Черногория, посвящённый основателю черногорской правовой мысли, автору общего имущественного кодекса княжества Черногория, обнародованного в 1888 году на пяти языках, Бальтазару Богишичу.
При правлении князя Николы I Богишич занимал должность министра юстиции Черногории. Также работал профессором в одесском  Новороссийском университете.

## Местоположение
Памятник Валтазару Богишичу расположен на улице 13 Июля в сквере у юридического факультета Университета Черногории.

## Описание
Бронзовый памятник в человеческий рост. Скульптурный Богишич одет в строгий костюм, как и подобает профессору университета, и держит в руке шляпу.

## История
Памятник Богишичу был открыт 19 декабря 2002 года в честь очередного празднования дня освобождения Подгорицы от нацистской оккупации во время Второй мировой войны. Создали монумент академический скульптор Павле Пейович и архитектор Майя Велимирович-Попович.